# Arbeitszufriedenheit
Als Arbeitszufriedenheit (englisch job satisfaction) wird in der Arbeitspsychologie und Arbeitswissenschaft die mehr oder weniger vorhandene Zufriedenheit einer Arbeitskraft mit den bestehenden Arbeitsbedingungen und der Arbeitsumgebung bezeichnet. Eine überwiegend negative Einstellung zur Arbeit wird als Arbeitsleid wahrgenommen.

## Allgemeines
Arbeitszufriedenheit ist in der Arbeitspsychologie die mehr oder weniger positive Einstellung einer Arbeitsperson zu ihrer Arbeit, auch Arbeitseinstellung genannt. Sie äußert sich als persönliche emotionale Reaktion auf Aufgabenstellungen, Arbeitsanforderungen und Handlungen in Arbeitssystemen und repräsentiert mehrere miteinander in Bezug stehende Einstellungen. Mitarbeiterzufriedenheit ist das „(bewertete) Ergebnis eines Soll-Ist-Vergleichs der Mitarbeiter zwischen deren Erwartungen an ihre Arbeitssituation (Sollwert) und der von ihnen wahrgenommenen subjektiven Arbeitssituation (Istwert).“ Die Arbeitszufriedenheit ist vor allem ein Erkenntnisobjekt der Managementlehre. Ein einheitlicher Begriffsgebrauch und eine anerkannte Theorie von Arbeits- und Berufszufriedenheit existieren nicht.
Die Humanisierung der Arbeitswelt und die Human relations zielen beide darauf ab, die Arbeitszufriedenheit zu erhalten oder zu verbessern.

## Einflussfaktoren
Auf die Arbeitszufriedenheit wirken als Einflussfaktoren insbesondere Arbeitsbelastung, Arbeitsentgelt, Arbeitskurve, Arbeitsleid, Arbeitsmotivation, Arbeitsschwere, Arbeitsschutz, Arbeitssicherheit, Arbeitsumgebung, Betriebsklima und der Leistungsdruck, die Leistungsziele zu erfüllen. Arbeitszufriedenheit sind relativ überdauernde Einstellungen einer Arbeitskraft gegenüber verschiedenen Aspekten der Arbeitssituation wie etwa der Arbeitsaufgabe, der Rahmenbedingungen der Arbeit, der sozialen Beziehungen am Arbeitsplatz (insbesondere der Vorgesetzten-Mitarbeiter-Beziehung) oder der Karriere- und Personalentwicklungsmöglichkeiten (Karriereaussichten).

## Geschichte
Karl Marx thematisierte die Arbeitsunzufriedenheit durch den – bereits im Mittelalter bekannten – Begriff der Entfremdung, den er 1844 im Hinblick auf die Arbeit als „entfremdete Arbeit“ präzisierte. Für ihn drückte sich die Entfremdung des Arbeiters in seinem Gegenstand „nach nationalökonomischen Gesetzen so aus, dass, je mehr der Arbeiter produziert, er um so weniger zu konsumieren hat, dass, je mehr Werte er schafft, er um so wertloser, um so unwürdiger wird, dass, je geformter sein Produkt, um so missförmiger der Arbeiter, dass, je zivilisierter sein Gegenstand, um so barbarischer der Arbeiter, dass, um so mächtiger die Arbeit, um so ohnmächtiger der Arbeiter wird, dass, je geistreicher die Arbeit, um so mehr geistloser und Naturknecht der Arbeiter wird“. Abgesehen davon, dass derartige „nationalökonomische Gesetze“ nicht existieren, sind seine Aussagen in dieser allgemeinen Form unzutreffend. Dies traf allenfalls auf den Plantagensklaven zu, der kaum in den Genuss von den Agrarprodukten kam, die er erntete.
Einen wesentlichen Beitrag zur Arbeitszufriedenheit leistete 1959 Frederick Herzberg und seiner Zwei-Faktoren-Theorie mit folgenden Faktoren:
- Hygienefaktoren (englisch dissatisfier) wie angemessener Arbeitslohn, nette Kollegen oder Arbeitssicherheit bewirken zwar „keine Unzufriedenheit“, aber noch „keine Zufriedenheit“.
- Motivatoren (englisch satisfier) wie intrinsische Arbeitsmotivation (Spaß an der Arbeit, der Arbeitslohn genießt keine Priorität) führen zur Arbeitszufriedenheit. Fehlen sie, gibt es zwar keine Unzufriedenheit, aber noch keine Zufriedenheit.

Nach Schätzungen waren bereits 1976 etwa 3350 einschlägige Arbeiten publiziert. Die Arbeitszufriedenheit betrifft die Zufriedenheit mit der Arbeit, der Arbeitseinstellung, dem Arbeitsinhalt, dem Arbeitsplatz und der Arbeitszeit.
Zur Untersuchung der Arbeitszufriedenheit unterschied die Kommunikationswissenschaftlerin Irene Neverla 1979 am Beispiel des Berufs des Journalisten zwischen Arbeitsplatzzufriedenheit und Berufszufriedenheit. Ähnlich der Zwei-Faktoren-Theorie differenzierte sie dabei zwischen „objektiven Bedingungen der Erwerbstätigkeit“ (etwa angemessene Bezahlung, berufliche Sicherheit und erträgliche Arbeitsbelastung) und darüber hinaus gehenden Erwartungen. Nach Neverla wurde Unzufriedenheit unter Journalisten vor allem im Zusammenhang mit Faktoren geäußert, die sich auf die konkrete Existenzsicherung beziehen.
Ähnlich wurde 1991 für Kita-Mitarbeiter zwischen einer (niedrigen) Arbeitsplatzzufriedenheit und (hohen) Berufszufriedenheit unterschieden. Der Sinn einer solchen Unterscheidung wird allerdings dort bezweifelt, wo ein Wechsel zu einem anderen Arbeitgeber kaum in Betracht komme, zum Beispiel im Fall von Lehrern.
In Deutschland ließen sich seit der Rezeption von Herzberg zwei Wellen beobachten: Die eine ist auf das Bewertungsschema menschlicher Arbeit von Walter Rohmert zurückzuführen, in dem die Hierarchie Ausführbarkeit – Erträglichkeit – Zumutbarkeit – Zufriedenheit postuliert wurde. Die andere wurde durch das EFQM angestoßen, welches 1994 Arbeitszufriedenheit als „Resultatfaktor“ in ihrem verbreiteten Qualitätsmodell aufführte. Zwar wurde das in der 2000er Fassung geändert, aber das Interesse an Arbeitszufriedenheit war wieder geweckt.
Nach jahrzehntelangen eigenen Forschungen kam Oswald Neuberger bereits 1985 in einem Sammelreferat zu folgenden Kernaussagen:
- Je mehr man sich dem Begriff der Arbeitszufriedenheit nähert, desto unschärfer und bedeutungsloser wird er.
- Es ist bei einer Zufriedenheitsäußerung nur schwer feststellbar, ob sie tatsächlich durch die Situation bedingt wird („Kraft durch Freude …“) oder einfach daher kommt, dass man gelernt hat, nicht mehr zu wünschen („… oder Euphorie im Unglück?“)
- Ein Zusammenhang von Arbeitszufriedenheit und Arbeitsleistung, Motivation oder einer anderen relevanten betriebswirtschaftlichen Leistungskennzahl konnte nicht nachgewiesen werden.
- „Humanisierung der Arbeit kann nicht heißen, Menschen zufrieden zu machen“.[16]

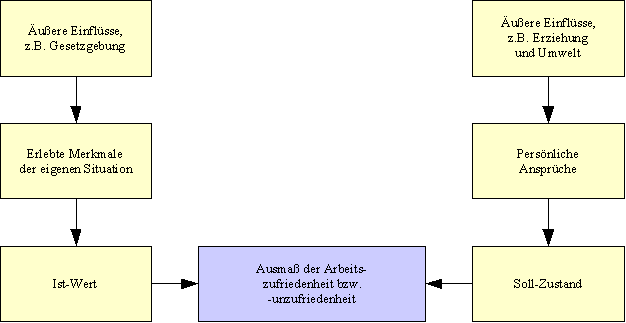
Anspruch und Wirklichkeit

Agnes Bruggemann stellte Arbeitszufriedenheit als das Ergebnis eines inneren Vergleichs der eigenen Bedürfnisse mit den situationsbezogenen Möglichkeiten ihrer Realisierung dar. Demnach entwickeln sich einerseits aus den äußeren Einflüssen eine innere Erfahrung der Situation. Andererseits entsteht durch die Erziehung und Vergangenheit eines Individuums und den persönlichen Ansprüchen ein gewünschter Soll-Zustand. Die Übereinstimmung und Abweichungen (Ist-Zustand) dieser beiden Bilder bedingen nach Bruggemann Arbeitszufriedenheit oder -unzufriedenheit.
Verdienst des Modells ist es, den bis dato globalen Zufriedenheitsbegriff, welcher der Realität kaum gerecht wurde, qualitativ differenziert zu haben. Es unterscheidet sechs Formen:
1. Progressive Arbeitszufriedenheit: Der Soll-Ist-Vergleich ist positiv, aber das Anspruchsniveau steigt dadurch.
2. Stabilisierte Arbeitszufriedenheit: Der Soll-Ist-Vergleich ist positiv, und das Anspruchsniveau bleibt unverändert.
3. Resignative Arbeitszufriedenheit: Der Soll-Ist-Vergleich ist negativ, und zur Kompensation sinkt das Anspruchsniveau.
4. Pseudo-Arbeitszufriedenheit: Der Soll-Ist-Vergleich ist negativ und das Anspruchsniveau bleibt unverändert, dafür wird die Situation verfälscht (geschönt) wahrgenommen.
5. Fixierte Arbeitsunzufriedenheit: Der Soll-Ist-Vergleich ist negativ und das Anspruchsniveau bleibt unverändert und auf Lösungsversuche wird verzichtet.
6. Konstruktive Arbeitsunzufriedenheit: Der Soll-Ist-Vergleich ist negativ und das Anspruchsniveau bleibt unverändert, aber man arbeitet an Lösungsversuchen.

Arbeitszufriedenheit wird damit als Prozess und nicht mehr als statisches Konstrukt interpretiert. Dabei machen die resignativen Formen deutlich, dass Arbeitszufriedenheit und Arbeitsfreude nicht synonym sind.
Neuere Ergebnisse der Zufriedenheitsforschung aus 2008 gehen den Weg der Vereinigung beider Ansätze. Einerseits werden die quantitativen Ansätze von Neuberger berücksichtigt: Im Berufsleben bewerten Menschen verschiedene Faktoren oder Facetten in Bezug zu deren Anspruchsniveau und erzeugen damit einen zentralen Bestandteil bei der Entwicklung von Arbeitszufriedenheit. Andererseits wird jedoch auch der qualitative Ansatz von Bruggemann sowie André Büssing und Thomas Bissels berücksichtigt. Demnach bilden die Menschen für jeden von ihnen berücksichtigten Faktor eine Qualität der Zufriedenheit durch den Vergleich von Anspruchsniveau und Ist-Zustand (und nicht mehr nur für die Arbeitszufriedenheit allgemein). Das von Roedenbeck entwickelte Komplexe Modell der Arbeitszufriedenheit geht noch weiter über diese Differenzierung hinaus und erklärt zudem, wie durch die verschiedenen Qualitäten der Arbeitszufriedenheit für jeden einzelnen Faktor das Verhalten beeinflusst wird.
Für den Wirtschaftswissenschaftler Achim Pothmann kommt es bei Arbeitszufriedenheit primär auf den Mitarbeiter selbst an: Die Fähigkeit des Einzelnen, Erfüllung und Zufriedenheit im Beruf zu finden, hängt zunächst davon ab, sich dies überhaupt vorstellen zu können. Zudem muss er verstehen, welchen Einfluss er selbst darauf haben kann, und wissen, wie er die eigene Arbeitszufriedenheit steigern kann. Pothmann spricht insoweit von einer „Jobglückkompetenz“.

## Messung
Der Soziologe Günter Wiswede stellte 1980 im Rahmen der Zufriedenheitsmessung folgende Gleichung auf, wobei die Zufriedenheit {\displaystyle Z} das Ergebnis der Gegenüberstellung vom bisher Erreichten {\displaystyle E_{i}} zum noch zu Erstrebendem {\displaystyle E_{s}} ist:
{\displaystyle Z={\frac {E_{i}}{E_{s}}}}.
Zufriedenheit ist also die Gegenüberstellung von Istwerten und Sollwerten im Hinblick auf einen bestimmten Sachverhalt. Bei der Arbeitszufriedenheit werden die erreichten Istwerte dem angestrebten Sollwert im Rahmen eines Soll-Ist-Vergleichs gegenübergestellt.
Das Modell von Agnes Bruggemann postuliert, dass Arbeitskräfte am Arbeitsplatz ihre aktuellen Motive und Ansprüche (Sollwerte) mit ihren täglichen Erfahrungen (Istwerte) vergleichen und dass sich daraus eine zunächst noch wenig konkrete Tendenz in Richtung Zufriedenheit oder Unzufriedenheit ergibt.

## Zufriedenheitsgrad
Der Zufriedenheitsgrad {\displaystyle ZG} ist eine Kennzahl, welche die tatsächlich erreichten Istwerte {\displaystyle I} den Erwartungen (Sollwerte) {\displaystyle E} gegenüberstellt:
{\displaystyle Z={\frac {E_{i}}{E_{s}}}}.
Formal ist der Zufriedenheitsgrad mit dem Zielerreichungsgrad identisch. Liegt der Zufriedenheitsgrad bei 100 %, wurden sämtliche Erwartungen erfüllt, bei 0 % ist völlige Unzufriedenheit vorhanden. Zufriedenheitsgrade von über 80 % drücken hohe Zufriedenheit aus, während bei Zufriedenheitsgraden von unter 50 % von Unzufriedenheit gesprochen werden muss. Der Zufriedenheitsgrad kann durch eine Mitarbeiterbefragung ermittelt werden und liefert Hinweise über die Mitarbeiterbindung und die künftige Personalentwicklung. Hohe Zufriedenheitsgrade sind die Voraussetzung dafür, dass die Arbeitsleistung (Arbeitszufriedenheit), Mitarbeiterleistung (Mitarbeiterzufriedenheit) oder Güternachfrage (Kundenzufriedenheit) stabil bleiben oder steigen.

## Abgrenzung
Die Arbeitszufriedenheit betrifft alle Mitglieder einer Organisation, also auch die Zufriedenheit des Unternehmers mit seiner Unternehmerleistung und des Managements mit der Erfüllung seiner Führungsziele, während die Mitarbeiterzufriedenheit auf Mitarbeitende beschränkt ist.